# Edinburgh South West (circonscription du Parlement britannique)
Edinburgh South West est une circonscription électorale britannique située en Écosse.